# Ночной взрыв
Ночной взрыв (пол. Stalowe serca) — польский художественный фильм 1948 года режиссёра Станислава Янушевского. В 1952 году был в прокате в кинотеатрах СССР.

## Сюжет
История группы польского антифашистского сопротивления во время оккупации Силезии в 1944 году. Подпольщики организуют акт саботажа на металлургическом заводе, выпускающем броневые листы для танков, и взрывают часть прокатного стана.
Действуя под руководством инженера-металлурга из Кракова, подпольщики стремятся временно вывести из строя оборудование, понимая, что рано или поздно завод и шахта снова будут работать на Польский народ. Акция проведена успешно, но в отместку немцы расстреливают группу заложников: сталеваров и шахтеров. С боями в Силезию вступает победоносная Советская армия. Немцы в панике бегут, при этом минируют и пытаются уничтожить металлургический завод. Силезские рабочие-подпольщики встают на защиту предприятия, многие из них гибнут в борьбе в фашистами.

## В ролях
- Владислав Ханьча — инженер Карол

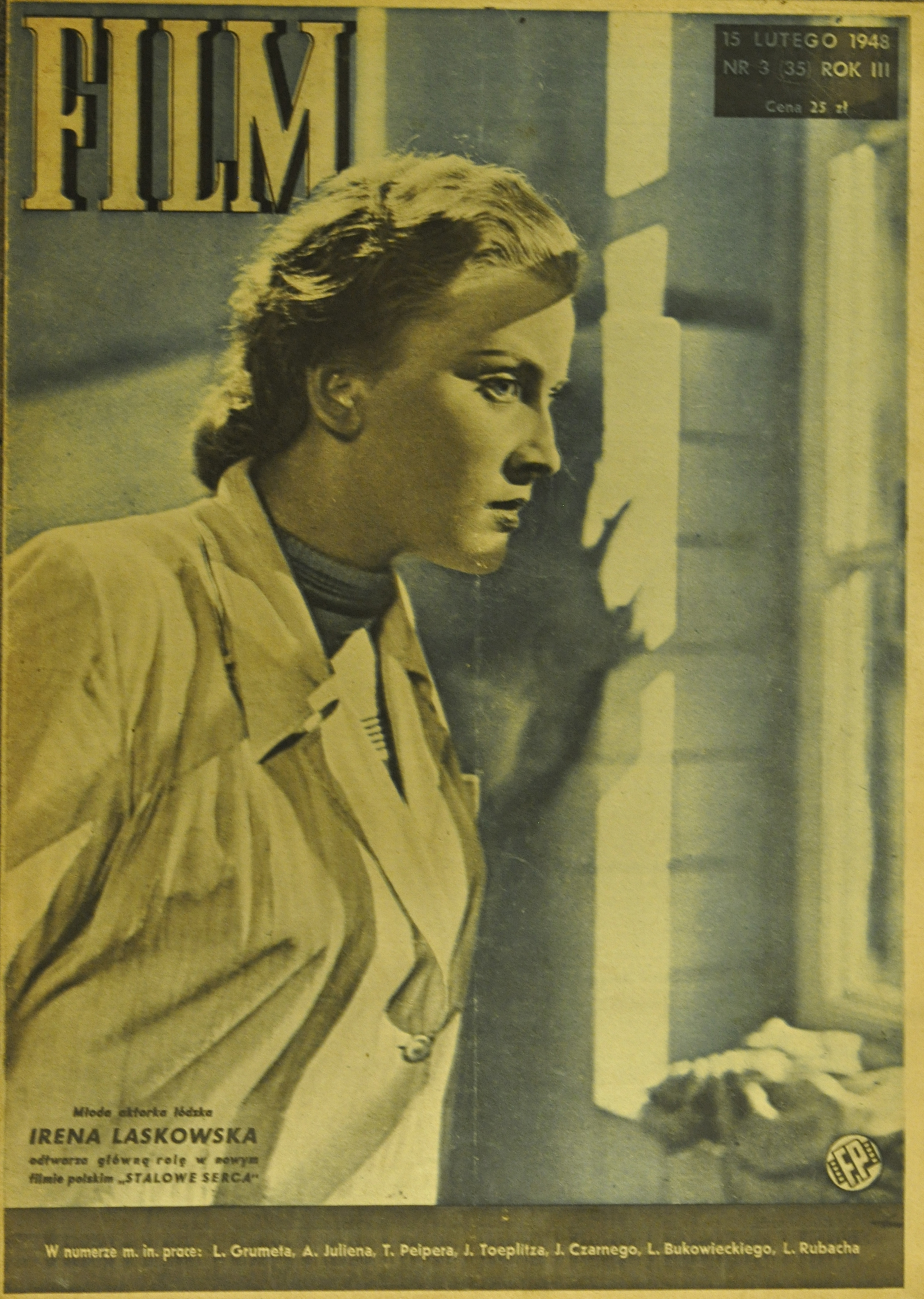
Ирена Лясковская в фильме «Стальные сердца». Журнал Film (1948 г.)

- Ирена Лясковская — Данка, медсестра
- Хелена Бучиньская — уборщица Густликова
- Станислав Винчевский — Павел
- Мечислав Сервинский — гауптштурмфюрер Киршке, инспектор прокатного стана
- Феликс Жуковский — Михал Вонто
- Казимеж Вихняж — Штейгер
- Тадеуш Ломницкий — Виктор Тушиньский, шахтёр и минёр
- Ежи Кавалерович — немецкий офицер.